# Antoine Estadens
Antoine Estadens est un homme politique français né le 27 avril 1742 à Baziège et mort le 27 octobre 1814 à Toulouse. Il est pendant vingt-cinq ans la figure politique emblématique de la ville de Baziège dans la Haute-Garonne, dont il est consul, puis maire à deux reprises. Sa carrière culmine avec son élection comme député à la Convention nationale en 1792.

## Biographie

### Avant la Révolution

#### Un bourgeois de province

Blason de Baziège

Il est le fils d'un maître-serrurier du nom de Jean-Baptiste Estadens.
Avant la Révolution, ce bourgeois aisé est propriétaire terrien à Baziège. En 1784, on le retrouve maître de la Poste Royale du relais de Baziège.

#### Consul de Baziège
Fervent adepte des idées des Lumières, côtoyant les salons provinciaux, il acquiert une solide réputation dans sa cité. En 1784, le conseil de communauté le nomme Premier Consul de la cité. À ce poste, il a de nombreux démêlés avec le seigneur de la région, le comte de Laboucherolle.
Il quitte ses fonctions en 1798 après un mandat de quatre ans.

### Le révolutionnaire

#### Maire de Baziège
En 1789, il est électeur aux États généraux pour la sénéchaussée de Castelnaudary.
En juillet de la même année, face au risque d'émeute frumentaire, la cité de Baziège fonde une garde nationale dont Estadens est nommé commandant en chef.
En février 1790, il se présente aux premières élections municipales de sa ville, et est élu maire au deuxième tour de scrutin.
Son mandat est marqué par sa rivalité avec Izarn, le commandant royaliste de la Garde nationale. Leur opposition crée de nombreux affrontements violents dans la cité.
En janvier 1791, Izarn devient vice-président du directoire du district de Villefranche. Il profite de cette position pour lancer une cabale contre Estadens. Accusé d'abus de pouvoir, celui-ci démissionne de ses fonctions de maire le 16 janvier.

#### À l'administration du département
Estadens n'en poursuit pas moins sa carrière politique, et au printemps 1791 il est élu administrateur du département de la Haute-Garonne. De retour à Baziège, il reprend ses fonctions de maître de la Poste Royale.
En tant que membre du directoire du département, il impose en mars 1792 un curé constitutionnel à Baziège contre l'avis de la population. Le prélat manque d'être lynché à son arrivée dans la ville et ne doit son salut qu'à l'intervention d'Estadens. Ce dernier doit appeler à la rescousse le régiment des dragons de Noailles pour rétablir l'ordre. Le 17 mai, la mairie dirigée par les sbires de Izarn est destituée.

### Mandat à la Convention
En septembre 1792, aux élections législatives, Estadens est élu député du département de la Haute-Garonne, le septième sur douze, à la Convention nationale.
Il siège sur les bancs de la Gironde. Lors du procès de Louis XVI, il vote la réclusion durant la guerre et l'expulsion du territoire à la paix. Il vote en faveur de l'appel au peuple et du sursis à l'exécution. Il vote en faveur de la mise en accusation de Marat. Celui-ci le dénonce en mai dans son journal comme membre de la « faction des hommes d’État ». Il s'abstient lors du scrutin sur le rétablissement de la Commission des Douze. Il proteste contre les journées du 31 mai et du 2 juin 1793 au terme desquelles une vingtaine de députés de la Gironde sont arrêtés. C'est à ce titre qu'en octobre 1793, il est décrété d'arrestation sur motion d'Amar, au nom du Comité de Sûreté générale, ainsi que les autres protestataires. Il est libéré et réintégré à son poste en frimaire an II (décembre 1794).
En germinal an III (avril 1795), Estadens est envoyé en mission aux côtés des députés Bion, Dautriche et Mirande afin d'inspecter les relais de poste.

### Sous le Directoire
En l'an IV, il est réélu au Conseil des Anciens, où il siège sans se faire remarquer jusqu'en mai 1798. Au cours de ce mandat, il semble se tenir à ses idées républicaines. On le retrouve à plusieurs reprises dans sa ville natale où il participe à quelques cérémonies.
De retour à Baziège, il redevient officier municipal. Il doit alors faire face à la montée des royalistes dans la région et à leurs insurrections. En août 1799, la ville est sur le point d'être prise par les rebelles, d'autant plus que la population est devenue majoritairement royaliste. Estadens tente d'organiser la défense de la ville, sans succès : les troupes républicaines doivent se retirer. Mais les royalistes ne prennent pas la ville, et au bout de huit jours l'armée légaliste de Villefranche reprend la ville.

### Deuxième mandat municipal
Estadens accueille favorablement le coup d'État du 18 brumaire. En 1800, le nouveau gouvernement le nomme maire de Baziège. Mais s'étant fixé à Toulouse avec son épouse, il refuse dans un premier temps ces fonctions, avant de les accepter.
Fervent bonapartiste, au contraire de ses administrés, Estadens dirige la municipalité jusqu'en 1808. Désormais âgé et en conflit avec le conseil municipal, il démissionne et se retire de la vie politique 

### Retraite et fin de vie
Vivant dans une retraite complète, il a le temps d'assister en 1814 à la première abdication de Napoléon Ier. Il meurt cette même année à l'âge de 72 ans, à son domicile de la rue des Balances à Toulouse.

## Sources
- « Antoine Estadens », dans Adolphe Robert et Gaston Cougny, Dictionnaire des parlementaires français, Edgar Bourloton, 1889-1891 [détail de l’édition]